# Haydar II Suleyman Jah
Nasir-ud-Din Haidar Shah, född 1803, död 1837, var en indisk monark. Han var regerande nawab av Awadh (kung av Oudh) mellan 1827 och 1837.
Han beskrivs som utsvävande och förgiftades av medlemmar av sitt hov. 